# Доходный дом И.М. Коровина
Дохо́дный дом И.М. Коро́вина — здание в Москве, внутри Садового и Бульварного колец, по адресу улица Петровка, дом № 19.

## История
- улица Петровка, дом № 19 — Доходный дом И.М. Коровина. Точнее, это целый комплекс домов (8 зданий), построенных в период с 1897 по 1899 годы по проекту архитектора Ивана Гавриловича Кондратенко[1].

- В основе главного дома с устроенными на первом этаже магазинами, и проходящего по красной линии Петровки, лежит усадебный дом постройки 1793 года.
  - Еще в 20-х годах девятнадцатого столетия в нем размещались «Петровская аптека» и магазин, принадлежавший Газовому обществу.

### Использование
- По окончании строительства в здании размещался доходный дом, построенный по заказу И.М. Коровина (1868-1927), богатого предпринимателя, купца 2-й гильдии, представителя известного московского купеческого рода. На свои средства Иван Михайлович построил в Москве ряд доходных домов, многие из которых можно видеть до сих пор.
- В здании нынче располагаются 16 различных организаций.

## Архитектура[2]
Нынешнее здание можно считать уникальным из творений зодчего Кондратенко. Фасад украшен декором в стиле эклектики. Три купольные надстройки над слуховыми окнами подчёркивают симметричный силуэт строения.
Над двумя входными подъездами устроены эркеры, оконные проемы которых выполнены круглыми и в полуциркулярной формах.
Центральную часть здания венчает рельефный картуш, над которым расположена ниша со светильником. От непогоды его защищает оригинальный козырёк.
Так, до сих пор, внутренние помещения магазина в южной части здания поражают остатками былого декора, а пространство торговой точки с северной стороны удивляет обрамлением из черного лабрадорита и элементами бывшего бронзового картуша.

## Интересные факты
- Здания с названием «Доходный дом И.М. Коровина» находятся также по адресам:
  - Староконюшенный переулок, д. 5/14
  - Тверской бульвар, д. 9.
- В строении 5 на Петровке, 19, расположенном во внутреннем дворе за правой аркой главного дома, в квартире номер 35 на третьем этаже, в период с 1903 по 1904 годы, проживал Антон Павлович Чехов.
  - Именно здесь пьеса «Вишневый сад» была впервые прочитана гостям.
- Некоторое время в домах Коровина на Петровке проживал архитектор Василий Залесский.